# Otec (film, 2020)
Otec (v anglickém originále The Father) je filmové drama z roku 2020 režiséra a scenáristy Floriana Zellera. Příběh filmu vychází ze Zellerovy stejnojmenné divadelní hry a na jejím přepisu do filmové podoby se podílel Christopher Hampton. Ve filmu si zahráli Anthony Hopkins, Olivia Colmanová, Mark Gatiss, Imogen Poots, Rufus Sewell a Olivia Williams. Film pojednává o stárnoucím muži, který se musí vyrovnat s postupnou ztrátou paměti.
Světová premiéra filmu proběhla dne 27. ledna 2020 na Filmovém festivalu Sundance. Film by měl mít premiéru ve Spojeném království dne 11. června 2021.
Film byl kritiky velmi dobře přijat, zejména chválili herecké výkony Hopkinse a Colmanové. Film získal nominace na Oscara v šesti kategoriích a proměnil dvě: pro nejlepšího herce (Anthony Hopkins) a nejlepší adaptovaný scénář (Florian Zeller a Christopher Hampton). Film byl rovněž nominován na čtyři Zlaté glóby, v kategoriích nejlepší film (drama), nejlepší scénář, nejlepší herec (Anthony Hopkins) a nejlepší herečka ve vedlejší roli (Olivia Colmanová), ale ani jednu z nich neproměnil.

## Obsazení
| Anthony Hopkins    | Anthony              |
| Olivia Colmanová   | Anne                 |
| Rufus Sewell       | Paul                 |
| Imogen Poots       | Laura/Lucy           |
| Mark Gatiss        | Bill/Paul            |
| Olivia Williamsová | Catherine/Laura/Anne |
| Ayesha Dharker     | doktorka Sarai       |
| Roman Zeller       | kluk                 |

## Vznik filmu
V květnu 2019 bylo oznámeno, že Florian Zeller natočí film podle své divadelní hry a na scénáři se bude kromě něj podílet Christopher Hampton. Současně byli představeni hlavní herci, Anthony Hopkins a Olivia Colmanová. Později byla oznámena jména zbývajících herců, Olivie Williams, Rufuse Sewella, Imogen Poots a Marka Gatisse. Natáčení začalo 13. května 2019 a probíhalo zejména ve filmových studiích West London Film Studios v Hayes v západní části Londýna.

## Vydání filmu
Světová premiéra filmu proběhla na filmovém festivalu Sundance 27. ledna 2020. Před tím společnosti Sony Pictures Classics a Lionsgate získaly práva na distribuci filmu ve Spojených státech a Spojeném království. Film se rovněž promítal na Mezinárodním filmovém festivalu v Torontu dne 14. září 2020 a na AFI Festu v říjnu 2020.
Uvedení filmu ve Spojeném království je naplánováno na 11. června 2021. Film měl být původně v kinech uveden již 8. ledna, ale premiéra byla posunuta v reakci na třetí vlnu pandemie covidu-19. Ve Spojených státech začne film s omezeným uvedením v New Yorku a Los Angeles 26. února 2021, poté již bez omezení od 12. března a k dispozici na VOD bude od 26. března. Původní datum premiéry ve Spojených státech bylo 18. prosince 2020.

## Recenze
Čeští a slovenští kritici film hodnotili nadprůměrně:
- František Fuka, Fffilm, 2. dubna 2021, [1]
- Jakub Vopelka, Kinobox, 1. dubna 2021, [2]
- Ondřej Mrázek, MovieZone, 8. dubna 2021, [3]
- Martin Mažári, Totalfilm, 9. dubna 2021, [4]
- Martin Zielosko, Cinema View, 12. dubna 2021, [5]
- Marek Čech, AV Mania, 17. dubna 2021, [6]
- Lukáš Frank, Filmserver, 18. dubna 2021, [7]

## Ocenění a nominace
| Ocenění                                       | Kategorie                                              | Nominovaní                                            | Výsledek  |
| --------------------------------------------- | ------------------------------------------------------ | ----------------------------------------------------- | --------- |
| AACTA International Awards                    | Nejlepší herec v mezinárodním filmu                    | Anthony Hopkins                                       | nominace  |
| AACTA International Awards                    | Nejlepší herečka ve vedlejší roli v mezinárodním filmu | Olivia Colmanová                                      | vítězství |
| AACTA International Awards                    | Nejlepší scénář mezinárodního filmu                    | Florian Zeller a Christopher Hampton                  | nominace  |
| AACTA International Awards                    | Nejlepší mezinárodní film                              | Florian Zeller                                        | nominace  |
| AARP Movies for Grownups Awards               | Nejlepší herec                                         | Anthony Hopkins                                       | vítězství |
| Oscar                                         | Nejlepší film                                          | David Parfitt, Jean-Louis Livi a Philippe Carcassonne | nominace  |
| Oscar                                         | Nejlepší mužský herecký výkon v hlavní roli            | Anthony Hopkins                                       | vítězství |
| Oscar                                         | Nejlepší ženský herecký výkon ve vedlejší roli         | Olivia Colmanová                                      | nominace  |
| Oscar                                         | Nejlepší adaptovaný scénář                             | Florian Zeller a Christopher Hampton                  | vítězství |
| Oscar                                         | Nejlepší střih                                         | Yorgos Lamprinos                                      | nominace  |
| Oscar                                         | Nejlepší výprava                                       | Peter Francis a Cathy Featherstone                    | nominace  |
| Austin Film Critics Association               | Nejlepší herec                                         | Anthony Hopkins                                       | nominace  |
| Austin Film Critics Association               | Nejlepší herečka ve vedlejší roli                      | Olivia Colmanová                                      | nominace  |
| Austin Film Critics Association               | Nejlepší scénář                                        | Florian Zeller a Christopher Hampton                  | nominace  |
| Austin Film Critics Association               | Nejlepší střih                                         | Yorgos Lamprinos                                      | nominace  |
| Filmová cena Britské akademie                 | Nejlepší film                                          | Nejlepší film                                         | nominace  |
| Filmová cena Britské akademie                 | Nejlepší britský film                                  | Florian Zeller                                        | nominace  |
| Filmová cena Britské akademie                 | Nejlepší herec                                         | Anthony Hopkins                                       | vítězství |
| Filmová cena Britské akademie                 | Nejlepší adaptovaný scénář                             | Florian Zeller a Christopher Hampton                  | vítězství |
| Filmová cena Britské akademie                 | Nejlepší střih                                         | Yorgos Lamprinos                                      | nominace  |
| Filmová cena Britské akademie                 | Nejlepší výprava                                       | Peter Francis                                         | nominace  |
| British Independent Film Awards               | Nejlepší nezávislý britský film                        | Nejlepší nezávislý britský film                       | nominace  |
| British Independent Film Awards               | Nejlepší režie                                         | Florian Zeller                                        | nominace  |
| British Independent Film Awards               | Nejlepší herec                                         | Anthony Hopkins                                       | vítězství |
| British Independent Film Awards               | Nejlepší scénář                                        | Florian Zeller a Christopher Hampton                  | vítězství |
| British Independent Film Awards               | Nejlepší střih                                         | Yorgos Lamprinos                                      | vítězství |
| British Independent Film Awards               | Nejlepší výprava                                       | Peter Francis                                         | nominace  |
| Boston Society of Film Critics                | Nejlepší nový filmař                                   | Florian Zeller                                        | vítězství |
| Boston Society of Film Critics                | Nejlepší herec                                         | Anthony Hopkins                                       | vítězství |
| Chicago Film Critics Association              | Nejlepší herec                                         | Anthony Hopkins                                       | nominace  |
| Chicago Film Critics Association              | Nejlepší scénář                                        | Florian Zeller a Christopher Hampton                  | nominace  |
| Mezinárodní filmový festival San Sebastián    | Cena diváků                                            | Cena diváků                                           | vítězství |
| Mezinárodní filmový festival Cinéfest Sudbury | Cena diváků                                            | Cena diváků                                           | vítězství |
| Florida Film Critics Circle                   | Nejlepší režie                                         | Florian Zeller                                        | nominace  |
| Florida Film Critics Circle                   | Nejlepší filmový debut                                 | Florian Zeller                                        | nominace  |
| Florida Film Critics Circle                   | Nejlepší herec                                         | Anthony Hopkins                                       | vítězství |
| Florida Film Critics Circle                   | Nejlepší adaptovaný scénář                             | Florian Zeller a Christopher Hampton                  | nominace  |
| Los Angeles Film Critics Association          | Nejlepší střih                                         | Yorgos Lamprinos                                      | vítězství |
| Filmový festival Telluride                    | Cena Stříbrný medailon                                 | Anthony Hopkins                                       | vítězství |
| Mezinárodní filmový festival v Torontu        | Cena pocty (Tribute Award)                             | Anthony Hopkins                                       | vítězství |
| Mezinárodní filmový festival v Torontu        | Cena diváků                                            | Cena diváků                                           | nominace  |
| Filmový festival v Curychu                    | Cena zlatých očí (Golden Eyes Award)                   | Olivia Colmanová                                      | vítězství |
| San Diego Film Critics Society                | Nejlepší režie                                         | Florian Zeller                                        | nominace  |
| San Diego Film Critics Society                | Nejlepší herec                                         | Anthony Hopkins                                       | nominace  |
| San Diego Film Critics Society                | Nejlepší scénář                                        | Florian Zeller a Christopher Hampton                  | vítězství |
| Houston Film Critics Society                  | Nejlepší film                                          | Nejlepší film                                         | nominace  |
| Houston Film Critics Society                  | Nejlepší herec                                         | Anthony Hopkins                                       | nominace  |
| Houston Film Critics Society                  | Nejlepší herečka ve vedlejší roli                      | Olivia Colmanová                                      | nominace  |
| London Critics Circle Film Awards             | Nejlepší britský film                                  | Nejlepší britský film                                 | nominace  |
| London Critics Circle Film Awards             | Nejlepší herec                                         | Anthony Hopkins                                       | nominace  |
| London Critics Circle Film Awards             | Nejlepší britský herec                                 | Anthony Hopkins                                       | nominace  |
| Georgia Film Critics Association Awards       | Nejlepší film                                          | Nejlepší film                                         | nominace  |
| Georgia Film Critics Association Awards       | Nejlepší herec                                         | Anthony Hopkins                                       | nominace  |
| Georgia Film Critics Association Awards       | Nejlepší herečka ve vedlejší roli                      | Olivia Colmanová                                      | nominace  |
| Georgia Film Critics Association Awards       | Nejlepší scénář                                        | Florian Zeller a Christopher Hampton                  | nominace  |
| San Francisco Film Critics Circle             | Nejlepší herec                                         | Anthony Hopkins                                       | nominace  |
| San Francisco Film Critics Circle             | Nejlepší herečka ve vedlejší roli                      | Olivia Colmanová                                      | nominace  |
| San Francisco Film Critics Circle             | Nejlepší střih                                         | Yorgos Lamprinos                                      | nominace  |
| Premios CEC (Španělsko)                       | Nejlepší zahraniční film                               | Florian Zeller                                        | nominace  |
| Cena Goya (Španělsko)                         | Nejlepší evropský film                                 | Florian Zeller                                        | vítězství |
| Satellite Award                               | Nejlepší film                                          | Nejlepší film                                         | nominace  |
| Satellite Award                               | Nejlepší režie                                         | Florian Zeller                                        | nominace  |
| Satellite Award                               | Nejlepší herec                                         | Anthony Hopkins                                       | nominace  |
| Satellite Award                               | Nejlepší herečka ve vedlejší roli                      | Olivia Colmanová                                      | nominace  |
| Satellite Award                               | Nejlepší adaptovaný scénář                             | Florian Zeller a Christopher Hampton                  | vítězství |
| Satellite Award                               | Nejlepší střih                                         | Yorgos Lamprinos                                      | nominace  |
| Hollywood Critics Association Awards          | Nejlepší film                                          | Nejlepší film                                         | nominace  |
| Hollywood Critics Association Awards          | Nejlepší herec                                         | Anthony Hopkins                                       | nominace  |
| Hollywood Critics Association Awards          | Nejlepší herečka ve vedlejší roli                      | Olivia Colmanová                                      | nominace  |
| Hollywood Critics Association Awards          | Nejlepší scénář                                        | Florian Zeller a Christopher Hampton                  | nominace  |
| Hollywood Critics Association Awards          | Nejlepší střih                                         | Yorgos Lamprinos                                      | nominace  |
| Zlatý glóbus                                  | Nejlepší film (drama)                                  | Nejlepší film (drama)                                 | nominace  |
| Zlatý glóbus                                  | Nejlepší mužský herecký výkon (drama)                  | Anthony Hopkins                                       | nominace  |
| Zlatý glóbus                                  | Nejlepší ženský herecký výkon ve vedlejší roli         | Olivia Colmanová                                      | nominace  |
| Zlatý glóbus                                  | Nejlepší scénář                                        | Florian Zeller a Christopher Hampton                  | nominace  |
| Cena Sdružení filmových a televizních herců   | Nejlepší herec v celovečerním filmu                    | Anthony Hopkins                                       | nominace  |
| Cena Sdružení filmových a televizních herců   | Nejlepší herečka ve vedlejší roli v celovečerním filmu | Olivia Colmanová                                      | nominace  |
| Critics' Choice Movie Awards                  | Nejlepší herec                                         | Anthony Hopkins                                       | nominace  |
| Critics' Choice Movie Awards                  | Nejlepší herečka ve vedlejší roli                      | Olivia Colmanová                                      | nominace  |
| Critics' Choice Movie Awards                  | Nejlepší scénář                                        | Florian Zeller a Christopher Hampton                  | nominace  |
| Critics' Choice Movie Awards                  | Nejlepší střih                                         | Yorgos Lamprinos                                      | nominace  |
| Directors Guild of America Awards             | Nejlepší režisérský debut                              | Florian Zeller                                        | nominace  |